# L'Île aux enfants
L'Île aux enfants est une émission de télévision française pour la jeunesse qui compte 968 épisodes.
L'Île aux enfants est diffusée pour la première fois dans le cadre de l'émission jeunesse Jeunes Années sur la troisième chaîne couleur de l'ORTF, du 16 septembre 1974 au 3 janvier 1975 à 19 h, puis sur FR3 du 6 janvier 1975 au 14 février 1975 en tant que programme à part entière. Elle est enfin diffusée sur TF1 du 17 février 1975 au 30 juin 1982, chaque fin d'après-midi de la semaine à 18 h.

## Historique

### Bonjour Sésame
En 1974, Jean-Louis Guillaud, directeur général de la troisième chaîne couleur de l'ORTF, confie à Christophe Izard l'adaptation pour la France de l'émission éducative américaine Sesame Street pour la rentrée 1974.
L'émission s'appelle Bonjour Sésame, doit durer 20 minutes et alterne des scènes avec marionnettes en mousse sculptée et des scènes avec personnages réels. Disposant de 13 minutes de Sesame Street et d'un documentaire animalier de 4 minutes de Pascale Breugnot, Christophe Izard doit trouver une idée pour combler les 4 minutes restantes. Entouré d'une équipe de quelques personnes, dont Yves Brunier, il crée alors la séquence de L'Île aux enfants, avec le personnage de Casimir.

### L'Île aux enfants
À partir du 6 janvier 1975 Bonjour Sésame laisse sa place à L'Île aux enfants, devenue une émission à part entière.
De janvier 1975 à 1976, des séquences de l'émission américaine, doublées en français, constituent un des deux modules de l'émission L'Île aux enfants, sous le titre « Bonjour Sésame », l'autre module étant « L'Univers de Casimir ».
À partir de la rentrée 1976, L'Île aux enfants ne reprend plus les séquences de Sesame Street mais est composée à 100 % de productions françaises pour former un programme complet de 20 minutes.
En 1977, apparaît un nouveau personnage appelé Hippolyte, cousin de couleur verte de Casimir. Il était apparu une première fois en 1976 sous l'appellation Cousin Albéric.

### Millième émission et fin
Le 7 mai 1980, TF1 fête la millième de l'émission et, pour l'occasion, Casimir devient speaker exceptionnel de la chaîne, en prenant notamment des cours auprès de Carole Varenne.
Appelé à se renouveler et nourrissant de nouveaux projets télévisuels pour enfants, Christophe Izard met un point final à sa création. Le 30 juin 1982, Casimir tire sa révérence. Christophe Izard propose Le Village dans les nuages en septembre 1982, reprenant une partie des comédiens de L'Île aux enfants.

### Rediffusions
En 1992, lors d'une émission de la Grande Famille sur Canal+ consacrée aux souvenirs d'enfance des jeunes adultes et dont Casimir (Yves Brunier) était l'invité, l'animateur Jean-Luc Delarue lance un appel au retour du monstre gentil sur les écrans français. L'appel fut entendu l'année suivante et les meilleurs épisodes furent rediffusés sur Canal J du 6 septembre 1993 à juin 1998, chaque soir à 18 h, suivis d'une petite séquence en direct animée par Casimir et Léonard le Renard.
À partir du 9 septembre 2002 jusqu'à septembre 2003, la série fût rediffusée sur France 5 dans l'émission Bonsoir les Zouzous.
Au Québec, la série a été diffusée en octobre 1981 sur TVFQ 99, et à partir de décembre 1985 sur TVJQ.

## Personnages

### Personnages
- Yves Brunier : Casimir, un gentil « dinosaure » coloré en orange
- Gérard Camoin : (Albéric puis) Hippolyte, le cousin de Casimir, un autre gentil dinosaure coloré en vert clair
- Boris Scheigam : Léonard le renard (marionnette dont seul le haut du corps apparaît à l'écran)
- Patrick Bricard : François
- Éliane Gauthier : Julie, la kiosquière à bonbons
- Marie-Noëlle Chevalier : mademoiselle Futaie (Edmée)
- Jean-Louis Terrangle : monsieur du Snob (Fulbert Anselme)
- Henri Bon : Émile Campagne, le facteur
- Sacha Briquet : monsieur Travling (Albert)
- Marie Myriam : Marie Chanson
- Geneviève Brunet : Albertine
- Anne Ludovik : Sabrina

### À partir de la1000eémission
Personnages apparus à partir du 7 mai 1980 :
- Max Amyl : monsieur Beauchêne
- Maurice Travail : le capitaine
- Véronique Roire : Lucile
- Anne Florey : Pomme
- William Halimi : Jérôme
- Valérie Rojan : Gnassou

## Séquences
Ces séquences sont apparues en 1976, lors de la saison 3 :

### Dessins animés
- La Noiraude
- La Linea
- Antivol, l'oiseau au sol
- Trajectoires : le chasseur et l'oiseau.
- Primo

### Marionnettes et animations
- Gribouille
- Ernest et Bart
- Philivert le Globur
- Albert et Barnabé
- Les Kanapoutz : Pierre et Charlotte
- Les Petites Voitures
- Variations
- Le Jardinier Antoine : Antoine le jardinier et sa poule Inès
- Le CRAMTI (Conservatoire de Recherche et d'Application Musicale des Techniques Instrumentales) : Allegro, Triolet, Becarre et les jumelles Lamiré et Mirella
- Toba et les autres : Toba, Grouchi, Touta, M. Martin et Léonard
- Ludo, Filo et Robo
- Léonard poète
- Qu'est-ce que c'est ?
- Les chansons animalières

### Comédiens
- Pinkie Pou : le magicien Pinkie Pou et ses grandes moustaches remuantes (interprété par Pierre Gauthier).
- Boboss le clown (interprété par Louis Burlet)
- Les bons conseils du Professeur Corbiniou : petits sketches interprétés par Pierre Desproges

## Générique
Le générique de début de L'Île aux enfants, aussi célèbre que Casimir, est réalisé en dessin animé traditionnel par l'illustratrice et animatrice Anne Hofer, de même que le générique de fin et quelques séquences intercalaires.
La musique a été composé par Roger Pouly, les paroles sont de Christophe Izard et la chanson est interprété par Anne Germain,.
Il commence ainsi :

« Voici venu le temps des rires et des chants

Dans l'île aux enfants

C'est tous les jours le printemps

C'est le pays joyeux des enfants heureux

Des monstres gentils

Oui c'est un paradis (...) »

## Adaptation en Afrique du Sud
À partir du 6 octobre 1979 et jusqu'en 1981, est diffusée en Afrique du Sud une adaptation de l’émission, une version en afrikaans de L'Île aux enfants intitulée Casimir, réalisée par Louise Smit et Dalene Kotzé, en coproduction avec la société de production française Télécip et la sud-africaine SABC sauf pour la langue anglaise.
Les décors sont légèrement modifiés et des acteurs d'Afrique du Sud (Siegfried Mynhardt, Willie Esterhuizen, Annelize van der Ryst-Hattingh, Tarina Kleyn et Johan van der Merwe) jouent les rôles des personnages.
En plein apartheid, on n'y voit que des enfants blancs, ce qui poussera Louise Smit à quitter SABC. À partir de 1982 toutefois, avec l'arrivée des chaines TV2 et TV3, on commence à voir apparaître des enfants noirs dans les programmes.

## Dans la culture populaire
- Futurama épisode 17, saison 3: Un pharaon inoubliable/La Huitième Plaie (2002): dans la VF, Bender dit: "je viens du pays joyeux des enfants heureux et des monstres gentils", c'est une citation du générique de l’Île aux enfants.
- Le générique de l'émission sert aussi de générique de début du film Polisse (2011) de Maïwenn.

## DVD
Deux séries de DVD ont été éditées sur l'émission L'Ile aux Enfants.
- Une série de 5 DVD (volume 1 à 5) a été publiée chez TF1 Vidéo, comportant 4 émissions chacun.
- Une série de 40 DVD (no 1 à 40) a été publiée par les Éditions Atlas Jeunesse et l'Ina, comportant trois émissions chacun.